# Wspólnota administracyjna Weidenberg
Wspólnota administracyjna Weidenberg – wspólnota administracyjna (niem. Verwaltungsgemeinschaft) w Niemczech, w kraju związkowym Bawaria, w rejencji Górna Frankonia, w regionie Oberfranken-Ost, w powiecie Bayreuth. Siedziba wspólnoty znajduje się w miejscowości Weidenberg. Przewodniczącym jej jest Wolfgang Fünfstück.
Wspólnota administracyjna zrzesza gminę targową (Markt) oraz trzy gminy wiejskie (Gemeinde):
- Emtmannsberg, 1 098 mieszkańców, 22,31 km²
- Kirchenpingarten, 1 352 mieszkańców, 33,55 km²
- Seybothenreuth, 1 351 mieszkańców, 17,44 km²
- Weidenberg, gmina targowa, 6 370 mieszkańców, 68,91 km²